# LPGA Tour 1991
Navigation
Édition précédente Édition suivante
Le LPGA Tour 1991 est la quarantième-deuxième édition du Ladies Professional Golf Association Tour (LPGA), circuit professionnel féminin de golf, qui se déroule du 18 janvier 1991 au 10 novembre 1991. Axée sur les États-Unis, la LPGA a entrepris la tenue de tournois hors du continent américain ces dernières saisons, ainsi cette saison voit des tournois programmés en Jamaïque, au Canada et au Japon. Cette quarantième-deuxième édition de ce circuit permet de proposer un certain nombre de tournois professionnels destinés aux femmes en dehors des compétitions amateurs. La volonté de la professionnalisation des golfeuses leur permet désormais de gagner de l'argent en jouant au golf.
Cette saison comporte trente-quatre tournois, soit autant qu'en 1990, auxquels sont insérées des dotations financières en fonction du résultat de la golfeuse. Quatre de ces tournois sont considérés comme « tournoi majeur » - le Nabisco Dinah Shore, le Championnat de la LPGA, l'Open américain et le Classique du Maurier - et sont considérés comme les plus prestigieux et difficiles à remporter.
L'Américaine Pat Bradley est désignée « Joueuse de l'année de la LPGA » (« Player of the Year ») pour la seconde fois de sa carrière après 1986 et remporte le classement des gains avec des gains de 763 118 $ en remportant quatre victoires mais aucun tournoi majeur. Les quatre tournois majeurs sont remportés par Amy Alcott (Nabisco Dinah Shore), Meg Mallon (Championnat de la LPGA et Open américain) et Nancy Scranton (Classique du Maurier). Enfin, le « Trophée Vare » récompensant la golfeuse ayant la moyenne de score la plus basse de la saison est également remporté par Pat Bradley pour la deuxième fois de sa carrière après 1986.

## Histoire
Pour l'organisation de cette quarantième-deuxième édition, la majorité des tournois se disputent aux États-Unis mais quatre tournois sont programmés hors des États-Unis. Comme la saison précédente, la LPGA décide d'organiser des tournois hors des frontières des États-Unis avec la tenue de tournois programmés en Jamaïque, au Canada et au Japon. La majorité des joueuses sont des golfeuses principalement américaines professionnelles et amateures mais la LPGA intègre quelques années des golfeuses étrangères. Le calendrier fait débuter la saison par le Classique de la Jamaïque remporté par Jane Geddes. Au cours de cette saison, bien que la majorité des tournois ont été remportés par des golfeuses américaines professionnelles, de nombreuses golfeuses non-américaines remportent des tournois : l'Anglaise Laura Davies et la Suédoise Liselotte Neumann.
L'Américaine Pat Bradley est désignée « Joueuse de l'année de la LPGA » (« Player of the Year ») pour la seconde fois de sa carrière après 1986 et remporte le classement des gains avec des gains de 763 118 $ en remportant quatre victoires mais aucun tournoi majeur. Les quatre tournois majeurs sont remportés par Amy Alcott (Nabisco Dinah Shore), Meg Mallon (Championnat de la LPGA et Open américain) et Nancy Scranton (Classique du Maurier).

## Participantes à la saison LPGA 1991
Les participantes ont deux statuts. Certaines sont devenues professionnelles mais de nombreuses amateures prennent également part aux tournois sans toutefois pouvoir recevoir le montant des gains en raison de leur statut.
| Participantes    | Participantes    | Participantes        | Participantes     | Participantes     |
| Professionnelles | Professionnelles | Professionnelles     | Professionnelles  | Professionnelles  |
| ---------------- | ---------------- | -------------------- | ----------------- | ----------------- |
| Kristi Albers    | Amy Alcott       | Danielle Ammaccapane | Jody Anschutz     | Pat Bradley       |
| Barb Bunkowsky   | Brandie Burton   | JoAnne Carner        | Dawn Coe          | Lynn Connelly     |
| Elaine Crosby    | Beth Daniel      | Laura Davies         | Michelle Estill   | Vicki Fergon      |
| Lori Garbacz     | Jane Geddes      | Tammie Green         | Penny Hammel      | Juli Inkster      |
| Christa Johnson  | Rosie Jones      | Trish Johnson        | Cathy Johnston    | Laurel Kean       |
| Caroline Keggi   | Betsy King       | Ok-hee Ku            | Sally Little      | Dana Lofland      |
| Nancy Lopez      | Meg Mallon       | Debbie Massey        | Caroline McMillan | Melissa McNamara  |
| Alice Miller     | Dottie Mochrie   | Kris Monaghan        | Martha Nause      | Liselotte Neumann |
| Ayako Okamoto    | Joan Pitcock     | Cindy Rarick         | Deb Richard       | Cindy Schreyer    |
| Nancy Scranton   | Patty Sheehan    | Hollis Stacy         | Kris Tschetter    | Colleen Walker    |
| Pamela Wright    |                  |                      |                   |                   |

## Classements saison 1991

### Tableau des gains («Money list»)
Le tableau ci-dessous est le classement des golfeuses par gains obtenus sur cette saison 1991. Le classement par gains est remporté par Pat Bradley avec 763 118 $ remportés.
| Cla. | Golfeuses            | Gains     | Victoires |
| ---- | -------------------- | --------- | --------- |
| 1    | Pat Bradley          | 763 118 $ |           |
| 2    | Meg Mallon           | 633 802 $ |           |
| 3    | Dottie Mochrie       | 477 767 $ |           |
| 4    | Beth Daniel          | 469 501 $ |           |
| 5    | Deb Richard          | 376 640 $ |           |
| 6    | Danielle Ammaccapane | 361 925 $ |           |
| 7    | Ayako Okamoto        | 349 437 $ |           |
| 8    | Patty Sheehan        | 342 204 $ |           |
| 9    | Betsy King           | 341 240 $ |           |
| 10   | Jane Geddes          | 315 240 $ |           |
| 11   | Coleen Walker        | 294 845 $ |           |
| 12   | Rosie Jones          | 281 089 $ |           |
| 13   | Amy Alcott           | 258 269 $ |           |
| 14   | Judy Dickinson       | 251 017 $ |           |
| 15   | Tammie Green         | 237 073 $ |           |

### Trophée Vare («Vare Trophy»)
Le tableau ci-dessous est le classement des golfeuses par scores les plus bas sur cette saison 1991.
| Cla. | Golfeuses   | Moyenne |
| ---- | ----------- | ------- |
| 1    | Pat Bradley |         |